# Микулашова
Микулашова (слч. Mikulášová) насељено је мјесто са административним статусом сеоске општине (слч. obec) у округу Бардјејов, у Прешовском крају, Словачка Република.

## Становништво
| Година:    | 1994. | 2004.    | 2014.    | 2024.   |
| ---------- | ----- | -------- | -------- | ------- |
| Број људи: | 170   | 146      | 130      | 124     |
| Разлика:   |       | -14,11 % | -10,95 % | -4,61 % |

| Година:    | 2023. | 2024.  |
| ---------- | ----- | ------ |
| Број људи: | 125   | 124    |
| Разлика:   |       | -0,8 % |

Према подацима о броју становника из 2024. године насеље је имало 124 становника.